# Archives départementales de la Côte-d'Or
Les archives départementales de la Côte-d'Or sont un service du conseil départemental de la Côte-d'Or, chargé de collecter les archives, de les classer, les conserver et les mettre à la disposition du public.

## Fonds conservés
Les archives départementales de la Côte d'Or conservent les précieuses archives de l'ancienne province de Bourgogne :
- Série B : archives de la Chambre des comptes de Dijon et les archives des juridictions d'Ancien Régime.
- Série C : archives des intendances et subdélégations du bureau des finances de Dijon, des États provinciaux de Bourgogne et des registres du contrôle des actes versés par l'administration de l'enregistrement.
- Série D : fonds de l'Académie des Sciences, Arts et Belles-lettres de Dijon, de l'Université de Dijon, de collèges et d'écoles d'Ancien Régime.
- Série E : fonds constitués des titres féodaux, des titres de familles, des notaires et tabellions, des communes et municipalités, des corporations d'art et de métiers, des confréries et sociétés laïques.
- Série F : nombreux fonds d'archives civiles.
- Série G : fonds d'archives de l'évêché de Dijon, du chapitre cathédrale, des collégiales, des familiarités ou méparts et des paroisses.
- Série H : fonds d'archives des établissements religieux réguliers d'hommes ou de femmes implantés dans le ressort du département, notamment leurs titres de propriétés.

## Directeurs
- 1826-1837 : Joseph Baudot
- 1837-1841 : Charles Maillard de Chambure
- 1841-1862 : Claude Rossignol
- 1862-1903 : Joseph Garnier
- 1904-1905 : Jules Gauthier
- 1905-1934 : Ferdinand Claudon
- 1935-1957 : Léon Delessard
- 1957-1983 : Jean Rigault
- 1983-1996 : Françoise Vignier
- 1996-2012 : Gérard Moyse
- Depuis 2013 : Édouard Bouyé

## Pour approfondir